# Bomporto
Bomporto – miejscowość i gmina we Włoszech, w regionie Emilia-Romania, w prowincji Modena.
Według danych na rok 2004 gminę zamieszkiwały 7583 osoby, 194,4 os./km².